# 可可西里湖
可可西里湖是一个位于中国青海省治多县的湖泊。